# Формула-1 — Гран-прі Канади 2007
Гран-прі Канади 2007 року — шостий етап чемпіонату світу 2007 року з автоперегонів у класі Формула-1, відбувся з 8 по 10 червня на автодромі імені Жиля Вільнева (Монреаль, Канада). Перемогу в цьому гран-прі вперше святкував Льюїс Хемілтон, пілот команди Макларен, для якого це гран-прі було тільки шостим у кар'єрі.

## Класифікація

### Кваліфікація
|    | Пілот               | Команда            | 1 частина | 2 частина | 3 частина |
| -- | ------------------- | ------------------ | --------- | --------- | --------- |
| 1  | Льюїс Хемілтон      | Макларен-Мерседес  | 1:16.576  | 1:15.486  | 1:15.707  |
| 2  | Фернандо Алонсо     | Макларен-Мерседес  | 1:16.562  | 1:15.522  | 1:16.163  |
| 3  | Нік Хайдфельд       | Заубер-БМВ         | 1:17.006  | 1:15.960  | 1:16.266  |
| 4  | Кімі Ряйкконен      | Феррарі            | 1:16.468  | 1:16.592  | 1:16.411  |
| 5  | Феліпе Масса        | Феррарі            | 1:16.756  | 1:16.138  | 1:16.570  |
| 6  | Марк Веббер         | Ред Булл-Рено      | 1:17.315  | 1:16.257  | 1:16.913  |
| 7  | Ніко Росберг        | Вільямс-Тойота     | 1:17.016  | 1:16.190  | 1:16.919  |
| 8  | Роберт Кубіца       | Заубер-БМВ         | 1:17.267  | 1:16.368  | 1:16.993  |
| 9  | Джанкарло Фізікелла | Рено               | 1:16.805  | 1:16.288  | 1:17.229  |
| 10 | Ярно Труллі         | Тойота             | 1:17.324  | 1:16.600  | 1:17.747  |
| 11 | Такума Сато         | Супер Агурі-Хонда  | 1:17.490  | 1:16.743  |           |
| 12 | Вітантоніо Ліуцці   | Торо Россо-Феррарі | 1:17.541  | 1:16.760  |           |
| 13 | Рубенс Барікелло    | Хонда              | 1:17.011  | 1:17.116  |           |
| 14 | Девід Култхард      | Ред Булл-Рено      | 1:17.436  | 1:17.304  |           |
| 15 | Дженсон Баттон      | Хонда              | 1:17.522  | 1:17.541  |           |
| 16 | Скотт Спід          | Торо Россо-Феррарі | 1:17.433  | 1:17.571  |           |
| 17 | Ентоні Девідсон     | Супер Агурі-Хонда  | 1:17.542  |           |           |
| 18 | Ральф Шумахер       | Тойота             | 1:17.634  |           |           |
| 19 | Хейкі Ковалайнен    | Рено               | 1:17.806  |           |           |
| 20 | Александр Вюрц      | Вільямс-Тойота     | 1:18.089  |           |           |
| 21 | Адріан Сутіл        | Спайкер-Феррарі    | 1:18.536  |           |           |
| 22 | Крістіан Альберс    | Спайкер-Феррарі    | 1:19.196  |           |           |

### Перегони
|      | Пілот               | Команда            | Кіл | Час             | Старт | Очок |
| ---- | ------------------- | ------------------ | --- | --------------- | ----- | ---- |
| 1    | Льюїс Хемілтон      | Макларен-Мерседес  | 70  | 1:44:11.292     | 1     | 10   |
| 2    | Нік Хайдфельд       | Заубер-БМВ         | 70  | +4.3            | 3     | 8    |
| 3    | Александр Вюрц      | Вільямс-Тойота     | 70  | +5.3            | 19    | 6    |
| 4    | Хейкі Ковалайнен    | Рено               | 70  | +6.7            | 22    | 5    |
| 5    | Кімі Ряйкконен      | Феррарі            | 70  | +13.0           | 4     | 4    |
| 6    | Такума Сато         | Супер Агурі-Хонда  | 70  | +16.6           | 11    | 3    |
| 7    | Фернандо Алонсо     | Макларен-Мерседес  | 70  | +21.9           | 2     | 2    |
| 8    | Ральф Шумахер       | Тойота             | 70  | +22.8           | 18    | 1    |
| 9    | Марк Веббер         | Ред Булл-Рено      | 70  | +22.9           | 6     |      |
| 10   | Ніко Росберг        | Вільямс-Тойота     | 70  | +23.9           | 7     |      |
| 11   | Ентоні Девідсон     | Супер Агурі-Хонда  | 70  | +24.3           | 17    |      |
| 12   | Рубенс Барікелло    | Хонда              | 70  | +30.4           | 13    |      |
| схід | Ярно Труллі         | Тойота             | 58  | аварія          | 10    |      |
| схід | Вітантоніо Ліуцці   | Торо Россо-Феррарі | 54  | аварія          | 12    |      |
| схід | Крістіан Альберс    | Спайкер-Феррарі    | 47  | аварія          | 21    |      |
| схід | Девід Култхард      | Ред Булл-Рено      | 36  | коробка передач | 14    |      |
| схід | Роберт Кубіца       | Заубер-БМВ         | 2   | аварія          | 8     |      |
| схід | Адріан Сутіл        | Спайкер-Феррарі    | 21  | аварія          | 20    |      |
| схід | Скотт Спід          | Торо Россо-Феррарі | 8   | аварія          | 16    |      |
| схід | Дженсон Баттон      | Хонда              | 0   | коробка передач | 15    |      |
| ДСК  | Феліпе Масса        | Феррарі            | 51  | чорний прапор   | 5     |      |
| ДСК  | Джанкарло Фізікелла | Рено               | 51  | чорний прапор   | 9     |      |

Найшвидше коло: Фернандо Алонсо — 1:16.367
Кола лідирування: Льюїс Хемілтон — 67 (1–21, 25–70); Феліпе Масса — 3 (22-24).

## Цікаві факти
- На цьому гран-прі Льюїс Хемілтон здобув перший поул у кар'єрі.
- Це гран-прі — перша перемога Льюїса Хемілтона у кар'єрі (у шостому гран-прі).